# Cheiridopsis glomerata
Cheiridopsis glomerata är en isörtsväxtart som beskrevs av Steven A. Hammer. Cheiridopsis glomerata ingår i släktet Cheiridopsis och familjen isörtsväxter. Inga underarter finns listade i Catalogue of Life.